# Ensete perrieri
Ensete perrieri là một loài thực vật có hoa trong họ Musaceae. Tên tiếng Anh của nó là Madagascar banana (chuối Madagascar).

## Lịch sử phân loại
Loài này được Pascal Claverie mô tả khoa học đầu tiên năm 1909 dưới danh pháp Musa perrieri, nhưng tên gọi này đã được Gaston Eugène Marie Bonnier đề cập theo ghi chép của Claverie và đăng trong số 140 tạp chí Comptes Rendus Hebdomadaires des Séances de l'Academie des Sciences năm 1905. Trong bài báo năm 1947 (in năm 1948), Ernest Entwistle Cheesman chuyển nó sang chi Ensete.

## Từ nguyên
Tính từ định danh perrieri là để vinh danh nhà thực vật học người Pháp Joseph Marie Henry Alfred Perrier de la Bâthie (1873-1958), chuyên gia về hệ thực vật Madagascar.

## Phân bố
Loài bản địa miền tây Madagascar.